# Cordon sanitaire (politique)
Pour les articles homonymes, voir Cordon sanitaire (homonymie).
 (septembre 2022).
Le « cordon sanitaire » est une pratique politique visant à exclure les partis politiques d'extrême droite de toute majorité politique. L'expression est employée par les commentateurs pour décrire des situations où des partis rivaux se réunissent contre des partis jugés menaçants pour la démocratie.

## Exemples internationaux

### Allemagne
Le cordon sanitaire est appelé mur pare-feu (« Brandmauer » en allemand) et s'applique traditionnellement contre :
- La Patrie (HEIMAT, avant juin 2023: Nationaldemokratische Partei Deutschlands) ;
- l'Alternative pour l'Allemagne (AfD) (2014). Les autres partis politiques refusent de s'allier avec l'AfD pour former des majorités[3].

En février 2020, l'élection d'un ministre-président d'un Land avec les voix décisives de l'extrême droite, pour la première fois depuis la Seconde Guerre mondiale, provoque une crise politique en Thuringe (en) et au niveau fédéral. Elle se solde par la démission du ministre-président en question, Thomas Kemmerich, suivie de celle de la président fédérale de l'Union chrétienne-démocrate d'Allemagne (CDU), Annegret Kramp-Karrenbauer,,.
Le 23 juillet 2023, lors d'une interview avec la chaîne ZDF, le président fédéral de la CDU, Friedrich Merz, ouvre la porte à une collaboration, au niveau local, avec des élus de l'AfD, avant de rétropédaler le lendemain. Une étude de la Fondation Rosa-Luxemburg, parue en mars 2024, rapporte 121 cas de coopérations locales entre l'AfD et les partis traditionnels, dont la CDU, en Allemagne de l'Est, entre juin 2019 et décembre 2023,.
Le 29 janvier 2025, un texte proposé par la CDU, plaidant pour un durcissement de la législation en matière d'immigration, obtient une courte majorité au Bundestag grâce aux voix de l'AfD. C'est la première fois depuis la fin de la Seconde Guerre mondiale que le cordon sanitaire est rompu au niveau fédéral,. « C'est véritablement un moment historique. Monsieur Merz, vous avez contribué à le faire émerger (...) Maintenant et ici commence une nouvelle ère (...) et nous la menons (...) Vous pouvez nous suivre, Monsieur Merz, si vous en avez encore la force », réagit immédiatement le premier secrétaire du groupe parlementaire de l'AfD, Bernd Baumann,. « Aujourd’hui pour la première fois (...) des majorités ont été recherchées et acceptées au-delà du centre démocratique », déplore la coprésidente du groupe parlementaire des Verts, Britta Haßelmann. « Je n'aurais jamais pu imaginer qu'un parti chrétien-démocrate brise ce barrage et s'associe à des extrémistes de droite (...) Et ce, seulement deux jours après que nous ayons commémoré la libération d'Auschwitz », s'emporte la députée Die Linke (gauche) Heidi Reichinnek. Le coprésident du Parti social-démocrate d'Allemagne (SPD), Lars Klingbeil, interroge Friedrich Merz : « Qui, dans ce pays, doit vraiment vous croire à l’avenir quand vous dites que vous vous démarquez fermement de l’AfD ? ». Se référant à l'appel du 13 novembre 2024 de Friedrich Merz aux Sociaux-démocrates et aux Verts pour que « nous inscrivions à l’ordre du jour de la plénière [...] les décisions sur lesquelles nous nous sommes mis d’accord sur le fond [...] de sorte que [...] il n’y ait, ne serait-ce qu’une seule fois, une majorité fortuite ou réellement obtenue avec ceux de l’AfD », l'ancienne chancelière fédérale Angela Merkel déclare : « Je considère qu’il est erroné de ne plus se sentir lié par cette proposition et de rendre ainsi possible, les yeux fermés, une majorité avec les voix de l’AfD lors d’un vote au Bundestag allemand le 29 janvier 2025, pour la première fois ». Dans son intervention au parlement, le 29 janvier, Merz temporise : « Je ne cherche pas d’autres majorités que celles qui se trouvent au centre démocratique de notre Bundestag. S’il y a eu une telle majorité [avec l’AfD], je le regrette ». Ainsi, pour Le Nouvel Obs, « le cordon sanitaire avec l’extrême droite (...) résiste (...) malgré l’adoption » du texte, tandis que L'Opinion écrit plus sobrement : « le Brandmauer (pare-feu) n’est pas tombé ». 
Le 14 février 2025, le vice-président des États-Unis, J. D. Vance, déclare qu'« il n'y a pas de place pour les pare-feu » lors de son discours (en) à la Conférence sur la sécurité de Munich, ce qui est perçu comme une ingérence étrangère et « un coup de pouce » ou « une offrande faite à l’AfD » à une semaine des élections fédérales anticipées,,.

### Belgique
En Belgique, le cordon sanitaire,, est instauré en deux étapes en 1989 et 1992 entre les partis politiques flamands, à l'initiative du dirigeant écologiste flamand Jos Geysels et vise à exclure les partis politiques d'extrême droite de toute majorité politique.

#### Chronologie et mise en place
Concrètement, le premier accord interpartis flamands (écologistes d'Agalev, sociaux-chrétiens du CVP, socialistes du SP, libéraux du PVV et nationalistes de la Volksunie) a été signé le 10 mai 1989, mais a été dénoncé quelques semaines plus tard par Jaak Gabriëls, président de la Volksunie, bientôt suivi par le CVP et le PVV. 
Le deuxième a été concrétisé par une motion du Conseil régional flamand le 19 novembre 1992, déposée par Marc Van Peel (CVP), Lode Hancké (nl) (SP), Edward Beysen (PVV), Jos Geysels (Agalev) et Jan Decorte (ROSSEM (nl)), condamnant le programme de 70 points du Vlaams Blok (VB) comme contraire à la Convention européenne des droits de l'homme, « Le Conseil flamand constate que certaines de ses (le programme de 70 points) propositions sont empruntées au programme en 50 points du 16 novembre 1991 du Front national et ont pour objet d'isoler les immigrés en un groupe à la manière de l'apartheid et de les bannir progressivement de la vie sociale, de la même façon qu'à partir de 1933 les concitoyens juifs ont été traités dans l'Allemagne nazie ». 
Un troisième accord, la Charte pour la démocratie, a été adopté avant les élections communales et provinciales belges de 2000.

#### Conceptions flamande et francophone
En Flandre, cette pratique se limite à un accord entre partis démocratiques[réf. nécessaire][pas clair] pour ne pas conclure de coalition avec le VB, alors qu'en Belgique francophone elle a été étendue à certains médias, en particulier au service public (Radio-télévision belge de la Communauté française). 
Le dispositif est mis en place en deux grands volets :
1. Le volet « politique » : il n'est basé sur aucun texte législatif, seuls des accords entre partis le maintiennent. Il consiste, pour les partis démocratiques, à éviter toute discussion ou coalition avec un parti extrémiste et à le maintenir dans l'opposition ;
2. Le volet « médiatique » : les médias doivent éviter de parler des partis extrémistes en termes positifs, ne pas donner la parole aux chefs de partis extrémistes et mettre l'accent sur les éventuelles décisions judiciaires à leur encontre.

Le « cordon sanitaire » a ses partisans pour qui ce dispositif évite de faire de la publicité à ces partis, partant du principe que certains d'entre eux sont déjà de suffisamment bons « communicants ». Une des mesures préconisées par les partisans de cette formule est d'ailleurs la suppression de la dotation publique des partis « liberticides ». D'autre part, cela enverrait un message au corps électoral sur l’inutilité du vote pour un parti d'extrême droite, qui ne pourrait jamais accéder aux responsabilités.

#### Cordon politique
Le cordon sanitaire a été rompu pour voter la loi de compétence universelle du 1er août 2003. 
Après les élections régionales et communautaires de 2004, le CD&V consulte dans le cadre de la formation d'une coalition gouvernementale tous les groupes parlementaires, dont le Vlaams Belang qui était le deuxième en sièges, pour prouver aux électeurs que ce parti avait un programme incompatible avec ceux des partis démocratiques. Cet épisode se situe deux ans après la formation du Cabinet Balkenende I aux Pays-Bas, qui incluait la Liste Pim Fortuyn, mouvement de droite populiste, et un an après de nouvelles élections législatives néerlandaises qui avaient vu la LPF électoralement laminée.
En juin 2006, la Chambre fédérale a voté par 77 voix (tous les partis flamands) contre 51 (les francophones), le président de la Chambre, le libéral flamand Herman De Croo s'abstenant, la prise en considération d'une résolution du Vlaams Belang demandant « de préparer le démembrement de la Belgique », ce qui a été considéré par les francophones comme une rupture du cordon sanitaire alors que les chefs de groupe socialiste et libéral flamands déclaraient que « tous les textes introduits par les parlementaires devaient au moins être pris en considération, sans préjuger sur la suite à leur donner par après ».
En mars 2006, dans la commune de Schoten, des libéraux flamands (VLD) ainsi que le CD&V (chrétiens-démocrates) ont affirmé ne pas refuser de gouverner avec le Vlaams Belang si cela s'avérait nécessaire pour conserver le poste de bourgmestre.
Le Roi ne concourt pas à la réalisation du cordon sanitaire. Du point de vue de la Constitution belge, le Vlaams Belang est un parti comme les autres. À ce titre, afin de respecter le principe d'égalité entre les partis politiques et entre les électeurs, le Roi peut recevoir l'extrême-droite, ce qui signifie pas pour autant qu'il déciderait de lui donner un rôle prépondérant dans la formation d'un gouvernement. 
À Ranst, à la suite des élections communales de 2024 le cordon sanitaire est rompu pour la première fois : le bourgmestre Lode Hofmans est élu avec les voix du Vlaams Belang, en plus de celles des listes Vrij Ranst affiliée à Open VLD et PIT affiliée à CD&V. Les élus participant à cette coalition sont exclus de leurs partis : CD&V et OpenVLD. À Izegem, la liste locale STIP+ avait initialement annoncé également briser le cordon pour s'allier au Vlaams Belang. À la suite de menaces de licenciements, d'annulations de contrats ou de violences physiques contre les membres de la liste STIP+, celle-ci choisit le 28 octobre de renoncer à l'alliance avec le Vlaams Belang. À Brecht, la liste locale Nu2960 ayant échoué à s'allier à la N-VA annonce le 26 novembre 2024 s'allier au Vlaams Belang pour former une majorité communale. Les partis CD&V et OpenVLD ont annoncé par conséquent exclure leurs membres faisant partie de cette liste.

#### Cordon médiatique
Le « cordon sanitaire » envers l'extrême droite est très présent dans le paysage médiatique et politique francophone, alors que la Communauté flamande a choisi de ne pas appliquer ce système sur le plan médiatique. Toutefois, la situation politique est totalement différente dans la mesure où le Vlaams Blok/Belang est, depuis 1991, un parti doté d'un groupe parlementaire ce qui, de par le Pacte culturel, lui assure automatiquement une représentation dans les conseils d'administration des organismes publics, que ce soit à la Radio-télévision publique flamande (VRT) ou à l'université de Gand. Côté francophone, le Front national et le Front nouveau de Belgique sont toujours restés très faibles sur le plan électoral et n'ont jamais disposé d'un groupe parlementaire qui aurait pu leur permettre de bénéficier du Pacte culturel.
Un exemple concret du cordon sanitaire tel qu'appliqué dans les médias francophones : « Notre série consacrée aux élus liégeois du Parlement wallon s'arrête aujourd'hui, après vingt-deux interviews-portraits qui ont permis de mieux cerner les personnalités de nos représentants. Il existe un vingt-troisième député, qui n'a pas figuré parmi nos invités estivaux. Il s'agit de Charles Pire, parlementaire du Front national (FN), exclu en vertu du cordon sanitaire médiatique que notre journal, comme beaucoup d'autres, applique à son parti. »
En mai 2020, dans un numéro consacré à la Seconde Guerre mondiale, Wilfried Magazine donne pour la première fois la parole à Tom Van Grieken, dirigeant du Vlaams Belang. D'aucuns dénoncent une rupture du cordon sanitaire.

#### Critiques et controverses
Le cordon sanitaire fait l'objet de controverses aussi bien au sein de la droite que de la gauche, ainsi que parmi les analystes politiques.
La droite y voit une forme de censure idéologique et antidémocratique car imposant une forme de pensée unique.
Parmi les critiques de gauche, plusieurs aspects ressortent :
- en Belgique, le cordon sanitaire n'est pas d'application au niveau du parlement flamand, ce qui permet à l'extrême-droite d'y prospérer impunément dans un nombre grandissant de matières à mesures que les compétences des régions sont de plus en plus nombreuses. De plus, bien que le cordon sanitaire impose à l'extrême-droite flamande de rester dans l'opposition au niveau fédéral, elle n'y est pas pour autant réduite à l'impuissance car pouvant malgré tout influencer le vote de lois ;

- le cordon sanitaire peut se révéler impuissant face à des idéologies dangereuses émergeant, voire prospérant au sein de partis pourtant qualifiés de « démocratiques ». Ainsi, des partis tels que le Mouvement Réformateur et le N-VA ont opéré un basculement vers les thèses de l'extrême-droite tant dans leurs discours que dans leur programme sans qu'il ne soit décidé de les inclure dans le cordon sanitaire et médiatique, ce qui est dénoncé par certains groupes de lutte antifasciste[non neutre][35].

- le cordon sanitaire ne s'attaquerait qu'à un des symptômes de l'adhésion à l'extrême-droite tout en négligeant les causes profondes de cette dernière, telles que les crises sociétales et la perte de confiance envers la politique ;

- le cordon sanitaire est également qualifié de contreproductif car permettant aux partis qui en font l'objet de se poser en victimes, permettant à ces derniers de bénéficier d'un effet Streisand ;

- les médias sociaux n'étant pas soumis au cordon médiatique, il serait devenu inopérant du fait de la montée en puissance de ces derniers ;

- l'apparente inexistence de l'extrême-droite au niveau du parlement wallon pourrait donner une image trompeuse du climat politique en amenant à sous-évaluer la prédominance des idées d'extrême-droite au sein de l'opinion publique[36] ;

- enfin, le cordon sanitaire serait vulnérable à l'instrumentalisation. Ainsi, en 2022, le MR préconise d'étendre le cordon sanitaire au Parti du travail de Belgique. En réaction, le chef de groupe du PTB au parlement wallon Germain Mugemangango accuse Georges-Louis Bouchez d'instrumentaliser le cordon sanitaire pour banaliser l'extrême droite en l'amalgamant au PTB et de tenter de museler ce même parti, et ajoute que Georges-Louis Bouchez a lui-même indiqué avoir du « respect » pour Éric Zemmour[37]. Le PTB estime en outre que les tentatives du MR de lui imposer un cordon sanitaire est « illibérale » et « participe à la banalisation de l'extrême droite ».

L'annulation d'un débat électoral sur la télévision de service public francophone RTBF en 2010 au nom du « cordon sanitaire » est condamnée par l'association Reporters sans frontières.

### France
"Front républicain" contre :
- le Rassemblement national (cf. « Front républicain »)
  - lors des élections régionales de 1998
  - lors de l'élection présidentielle de 2002
  - lors de l'élection présidentielle de 2017
  - lors de l'élection présidentielle de 2022
  - lors des élections législatives de 2024

### Royaume-Uni
Cordon sanitaire contre :
- le British National Party (BNP), qui obtient quelques élus autour des années 2009-2012.

### Suède
Cordon sanitaire contre :
- les Démocrates de Suède, élus au Riksdag en 2010 et 2014, exclus par les Rouges-verts et L'Alliance. Ce parti est globalement soumis à un cordon sanitaire par le reste de la classe politique jusqu'en 2022[39].

### République tchèque
Cordon sanitaire contre :
- les Républicains de Miroslav Sládek (en), opposés à l'OTAN, l'UE et aux autres ethnies (14 députés élus en 1992, 18 en 1996) ;
- le Parti communiste de Bohême et Moravie (KSČM), jusqu'en 2018 et l'investiture du gouvernement Babiš II, composé des populistes, des sociaux-démocrates, avec le soutien au Parlement des communistes.

### Union européenne
Cordon sanitaire contre :
- le groupe Identité et démocratie.

Lors de la Dixième législature du Parlement européen, alors que le parlement penche plus vers la droite, le groupe parti populaire européen est accusé de s'appuyer sur les groupes Conservateurs et réformistes européens, qu'il considère comme fréquentable, voire les Patriotes pour l'Europe, d'extrême-droite, pour trouver des majorités.